# Rivière du Castor-Qui-Cale
Pour les articles homonymes, voir Castor.
La rivière du Castor-Qui-Cale est un affluent de la rivière Manouane, coulant dans le territoire non organisé du Mont-Valin, dans la municipalité régionale de comté (MRC) du Fjord-du-Saguenay, dans la région administrative de Saguenay-Lac-Saint-Jean, dans la Province de Québec, au Canada.
Le bassin versant de la rivière du Castor-Qui-Cale est desservie par la route forestière R0253 (sens Nord-Sud) longeant la rive Est de la rivière Manouane (rivière Péribonka) et la R0251 (sens Est-Ouest) laquelle contourne par le Nord le Lac à Paul. Quelques routes forestières secondaires ont été aménagées dans cette vallée pour les besoins de la foresterie et des activités récréotouristiques,,.
La foresterie constitue la principale activité économique du secteur ; les activités récréotouristiques, en second.
La surface de la rivière du Castor-Qui-Cale est habituellement gelée de la fin novembre au début avril, toutefois la circulation sécuritaire sur la glace se fait généralement de la mi-décembre à la fin mars.

## Géographie
Les principaux bassins versants voisins de la rivière du Castor-Qui-Cale sont :
- côté Nord : rivière Manouane, rivière Brûlée, rivière Duhamel, Petite rivière Manouane ;
- côté Est : rivière de l’Épinette, rivière Pipmuacan, rivière Pipmuacan Ouest, réservoir Pipmuacan ;
- côté Sud : rivière à Georges, ruisseau Omer, rivière Manouaniche, ruisseau du Lièvre, ruisseau des Cascades, rivière Manouane, réservoir Pipmuacan, lac Ouellet ;
- côté Ouest : rivière Manouane, rivière Péribonka, rivière Houlière, petite rivière Shipshaw.

La rivière du Castor-Qui-Cale prend sa source à l’embouchure d’un lac non identifié (longueur : 1,9 km ; altitude : 426 m) lequel comporte une presqu’île rattachée à la rive Ouest et s’étirant sur 0,5 km vers le Nord-Est. Cette source est située dans le territoire non organisé de Mont-Valin à :
- 7,7 km au Sud-Est du Lac à Paul ;
- 17,8 km au Nord-Ouest d’une baie du réservoir Pipmuacan ;
- 57,4 km au Nord du barrage à l’embouchure (côté Sud) du lac Pamouscachiou ;
- 20,1 km au Sud-Est de l’embouchure de la rivière du Castor-Qui-Cale (confluence avec la rivière Manouane ;
- 19,0 km à l’Est du cours de la rivière Manouane (rivière Péribonka) ;
- 48,8 km au Nord-Est de l’embouchure de la rivière Manouane[2],[5].

À partir de l’embouchure du lac de tête, la rivière du Castor-Qui-Cale coule sur 36,1 km, entièrement en zone forestière, selon les segments suivants :
Cours supérieur de la rivière du Castor-Qui-Cale (segment de 28,2 km)
- 3,7 km vers le Sud en coupant la route forestière R0258, puis en traversant vers le Sud-Est sur 2,0 km le lac du Castor (longueur : 2,1 km ; altitude : 426 m), jusqu’à son embouchure ;
- 4,0 km vers l’Ouest, jusqu’à la décharge (venant du Sud-Est) d’un lac non identifié ;
- 6,1 km vers l’Ouest, puis le Sud-Ouest, jusqu’à un ruisseau (venant du Sud-Est) ;
- 1,6 km vers le Nord-Ouest, jusqu’à la décharge (venant du Nord) d’un lac non identifié ;
- 4,7 km vers le Sud-Ouest, puis le Sud, jusqu’à un coude de rivière où se situe une île (longueur : 0,3 km) ;
- 4,3 km vers l’Ouest un W en fin de segment, jusqu’au ruisseau Savane (venant du Nord-Est) ;
- 1,9 km vers le Sud dans une vallée encaissée, jusqu’à un ruisseau (venant du Sud-Est) ;
- 1,9 km vers le Nord-Ouest, formant un grand S et en recueillant un ruisseau (venant du Nord), jusqu'à la confluence de la rivière Brûlée (venant du Nord) ;

Cours inférieur de la rivière du Castor-Qui-Cale (segment de 7,9 km)
- 1,8 km vers l’Ouest, jusqu’à la décharge (venant du Nord) du lac Jacques ;
- 2,7 km vers le Sud-Ouest dont 0,7 km vers le Nord-Ouest, jusqu’à la décharge (venant du Nord) d’un lac Savaria ;
- 3,4 km vers le Sud-Ouest dont 0,8 km vers le Sud jusqu’à l’embouchure de la rivière du Castor-Qui-Cale[2].

La rivière du Castor-Qui-Cale se déverse sur la rive Est de la rivière Manouane en amont d’une série de rapides, à :
- 28,0 km à l’Ouest d’une baie du réservoir Pipmuacan ;
- 24,3 km au Sud de l’embouchure de la Petite rivière Manouane ;
- 32,0 au Nord de l’embouchure de la rivière Manouane ;
- 27,1 km au Sud-Est de barrage à l’embouchure du lac Péribonka ;
- 140,0 km au Nord-Est de l’embouchure de la rivière Péribonka (confluence avec le lac Saint-Jean)[2]

## Toponymie
Le toponyme de rivière du Castor-Qui-Cale a été officialisé le 5 décembre 1968 à la Banque des noms de lieux de la Commission de toponymie du Québec.